# Mère Joseph Pariseau
Mère Joseph du Sacré-Cœur, s.p. ,née le 16 avril 1823 à Saint-Elzéar (maintenant à Laval), Canada et morte le 19 janvier 1902 à Vancouver, est une religieuse canadienne qui a mené un groupe de sœurs de la Congrégation des Sœurs de la Providence de Montréal jusque dans le Nord-Ouest des États-Unis. Une fois là-bas, sous sa férule, elles ont fondé un réseau d'écoles et d'établissement de santé pour desservir les colons américains dans cette partie reculée du pays. Elle a été honorée pour sa contribution par l'État de Washington : elle est une des deux personnes le représentant dans la National Statuary Hall Collection de Washington, D.C.

## Biographie
Née Esther Pariseau à Saint-Elzéar (maintenant à Laval), Canada, elle est entrée à 20 ans au couvent des alors toutes récentes Sœurs de la Charité, Servantes des Pauvres, dites les Sœurs de la Providence à Montréal. C'est à cette occasion que son père, un fabricant de calèches, qui l'avait accompagnée, aurait mentionné à Sœur Émilie Gamelin, supérieure : " Madame, je vous amène ma fille. (...) Elle peut lire, écrire et compter correctement. Elle peut cuisiner, coudre et filer, et bien faire toutes sortes de travaux domestiques. (...) Elle a appris la menuiserie à mon école et elle peut manier les outils aussi bien que moi. Un jour, elle vous fera une très bonne supérieure."
En 1856, Augustin-Magloire Blanchet, l'évêque du nouveau Diocèse de Nesqually (maintenant l'Archidiocèse de Seattle), a contacté Mère Émilie Gamelin, la fondatrice des Sœurs de la Providence, car il recherchait leur aide pour son diocèse des territoires du Nord-Ouest des États-Unis. Mère Joseph a été choisie pour guider quatre de ses compagnes vers cette région, en tant que missionnaires. En compagnie de l'évêque, elles sont parties en train de Montréal et sont arrivées environ un mois plus tard, le 8 décembre de la même année. En arrivant, elles se sont rendu compte que le vicaire général s'attendait à ce qu'elles s'installent ailleurs et n'avait fait aucun plan quant à leur hébergement. Elles ont donc dormi leurs premières nuits dans le grenier de la petite maison de l'évêque.
En quelques mois, elles s'étaient installées à Vancouver, Washington. Une petite maison en bois rond servait à la fois de couvent et de première école, laquelle a ouvert ses portes le 14 avril 1857. Elles ont accepté de prendre soin de plusieurs orphelins et d'un sans-abri âgé. L'évêque Blanchet leur a donné deux acres de la concession de la Mission St. James et c'est sur ce terrain qu'un petit nombre de bâtiments multifonctions ont poussé. Les sœurs ont nommé leur nouveau foyer Providence of the Holy Angels. Durant les quelques années qui ont suivi, les constructions ont abrité le couvent, le noviciat, l'infirmerie, un orphelinat pour les garçons et les filles, un pensionnat et une école de jour, des chambres pour les personnes âgées et les malades mentaux, et le premier Hôpital St. Joseph. Les sœurs se sont aussi occupées du clergé de la cathédrale St. James, de même qu'elles ont visité les pauvres et les malades à domicile.
Le diocèse a été impliqué dans un long litige au sujet de la propriété de la concession de la Mission St. James, qui ne deviendrait donc pas le site permanent de la mission des sœurs. Mère Joseph a donc acheté une propriété différente et a protégé les intérêts des sœurs par l'incorporation, en tant que "Sœurs de la Charité de la Maison Providence dans le Territoire de Washington" le 28 janvier 1859. C'est toujours une des plus anciennes corporations de l'État de Washington. Elle est parente avec la corporation du Providence Health System.
Au début des années 1870, Mère Joseph a commencé à élaborer les plans pour une maison permanente de la Providence of the  Holy Angels sur la propriété qu'elle avait acquise auparavant à Vancouver. Elle a dessiné et supervisé la construction de la Providence Academy, délimitée par les rues Tenth, Twelfth, "C" et Reserve. L'entreprise locale  Hidden Brick Company a fourni les briques pour la structure de quatre étages. Les sœurs et leurs orphelins et pensionnaires ont déménagé à l'Academy le 7 septembre 1874, avant même que l'intérieur ne soit terminé. Mère Joseph a supervisé la construction d'un agrandissement considérable en 1891. Pour le reste, l'extérieur de l'édifice demeure à ce jour pratiquement authentique. Mère Joseph était très à cheval sur les détails et inspectait régulièrement les poutres et sautait sur les planches pour en vérifier la solidité.
Elle est l'architecte et l'artiste qui a dessiné plusieurs des édifices et supervisé leur construction. Elle a entrepris d'agressives tournées de levée de fonds, bravant à cheval les montagnes et la nature sauvage. Chacune de  ses "tournées de mendiante" durait plusieurs mois et rapportait entre 2 000 $ et 5 000 $ pour la réalisation de son but.
Mère Joseph est morte d'une tumeur au cerveau le 19 janvier 1902, à la Providence Academy de Vancouver, Washington. Elle a laissé un héritage de service humanitaire. Bien qu'il ne soit pas vrai (alors que largement cru) que le American Institute of Architects  l'ait déclarée " The First Architect of the Pacific Northwest ", elle a dessiné et construit quelques-unes des premières institutions permanentes de santé et d'éducation de cette région.

## Hommage
En 1980, l'état de Washington a reconnu ses nombreux talents et contributions en la nommant comme un des deux représentants  de l'État à la Collection National Statuary Hall Collection, au Capitol, à Washington, D.C. Une statue de bronze de Mère Joseph, créée par Felix W. de Weldon, sculpteur du USMC War Memorial commémorant le lever du drapeau à Iwo Jima, a été offerte à la collection du Statuary Hall du Capitole américain. Qui plus est, l'État de Washington célèbre son anniversaire de naissance par une journée fériée officielle.
Elle a aussi été intronisée au National Cowgirl Hall of Fame.

## Héritage
On reconnaît à Mère Joseph la maternité de onze hôpitaux, sept académies, cinq écoles pour enfants autochtones et deux orphelinats répandus à travers une région couvrant aujourd'hui l'état de Washington, le Nord de l'Oregon, l'Idaho et le Montana. De nos jours, la Province Mother Joseph des Sœurs de la Providence honore sa foi et son esprit de pionnière.
La Providence Academy a continué ses opérations jusqu'en 1966, lorsque les inscriptions et le nombre de sœurs enseignantes ont diminué, et que le bâtiment requérait des rénovations. Les sœurs ont décidé de fermer l'Academy et de vendre leur propriété de Vancouver. L'édifice est resté vide pendant plusieurs années, jusqu'à ce qu'il soit acheté en 1969 par Robert Hidden, petit-fils de Lowell Hidden, fondateur de la Hidden Brick Company, celle-là même qui avait fourni les briques pour sa construction. L'installation sert de bureaux, de magasins, de restaurant, d'école Montessori et de chapelle de mariage. Le bâtiment sur la liste du Registre national des lieux historiques. La famille Hidden a vendu la propriété au Trust Vancouver National Historic Reserve en janvier 2015. Le Trust en préservera l'utilisation actuelle tout en restaurant le site.